# Théâtre national (Albanie)
 (octobre 2023).
La mise en forme du texte ne suit pas les recommandations de Wikipédia : il faut le « wikifier ».
Les points d'amélioration suivants sont les cas les plus fréquents. Le détail des points à revoir est peut-être précisé sur la page de discussion.
- Les titres sont pré-formatés par le logiciel. Ils ne sont ni en capitales, ni en gras.
- Le texte ne doit pas être écrit en capitales (les noms de famille non plus), ni en gras, ni en italique, ni en « petit »…
- Le gras n'est utilisé que pour surligner le titre de l'article dans l'introduction, une seule fois.
- L'italique est rarement utilisé : mots en langue étrangère, titres d'œuvres, noms de bateaux, etc.
- Les citations ne sont pas en italique mais en corps de texte normal. Elles sont entourées par des guillemets français : « et ».
- Les listes à puces sont à éviter, des paragraphes rédigés étant largement préférés. Les tableaux sont à réserver à la présentation de données structurées (résultats, etc.).
- Les appels de note de bas de page (petits chiffres en exposant, introduits par l'outil «  Source ») sont à placer entre la fin de phrase et le point final[comme ça].
- Les liens internes (vers d'autres articles de Wikipédia) sont à choisir avec parcimonie. Créez des liens vers des articles approfondissant le sujet. Les termes génériques sans rapport avec le sujet sont à éviter, ainsi que les répétitions de liens vers un même terme.
- Les liens externes sont à placer uniquement dans une section « Liens externes », à la fin de l'article. Ces liens sont à choisir avec parcimonie suivant les règles définies. Si un lien sert de source à l'article, son insertion dans le texte est à faire par les notes de bas de page.
- La présentation des références doit suivre les conventions bibliographiques. Il est recommandé d'utiliser les modèles {{Ouvrage}}, {{Chapitre}}, {{Article}}, {{Lien web}} et/ou {{Bibliographie}}. Le mode d'édition visuel peut mettre en forme automatiquement les références.
- Insérer une infobox (cadre d'informations à droite) n'est pas obligatoire pour parachever la mise en page.

Pour une aide détaillée, merci de consulter Aide:Wikification.
Si vous pensez que ces points ont été résolus, vous pouvez retirer ce bandeau et améliorer la mise en forme d'un autre article.
Le Théâtre national d'Albanie (en albanais : Teatri Kombëtar) était le principal théâtre de Tirana, en Albanie. En mars 2020, le Théâtre national d'Albanie est sélectionné par Europa Nostra parmi les 7 monuments les plus en danger d'Europe,. Il est un exemple exceptionnel d'architecture italienne moderne des années 1930 et l'un des centres culturels les plus importants d'Albanie faisant face à une menace de démolition. Le matin du 17 mai 2020, le Théâtre national d'Albanie est démoli.

## Histoire

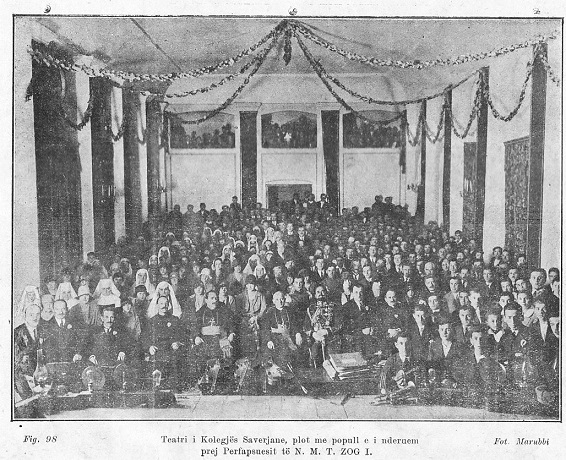
Vue intérieure du Teatri i Kolegjit Severian à Shkodër, construit en 1890.

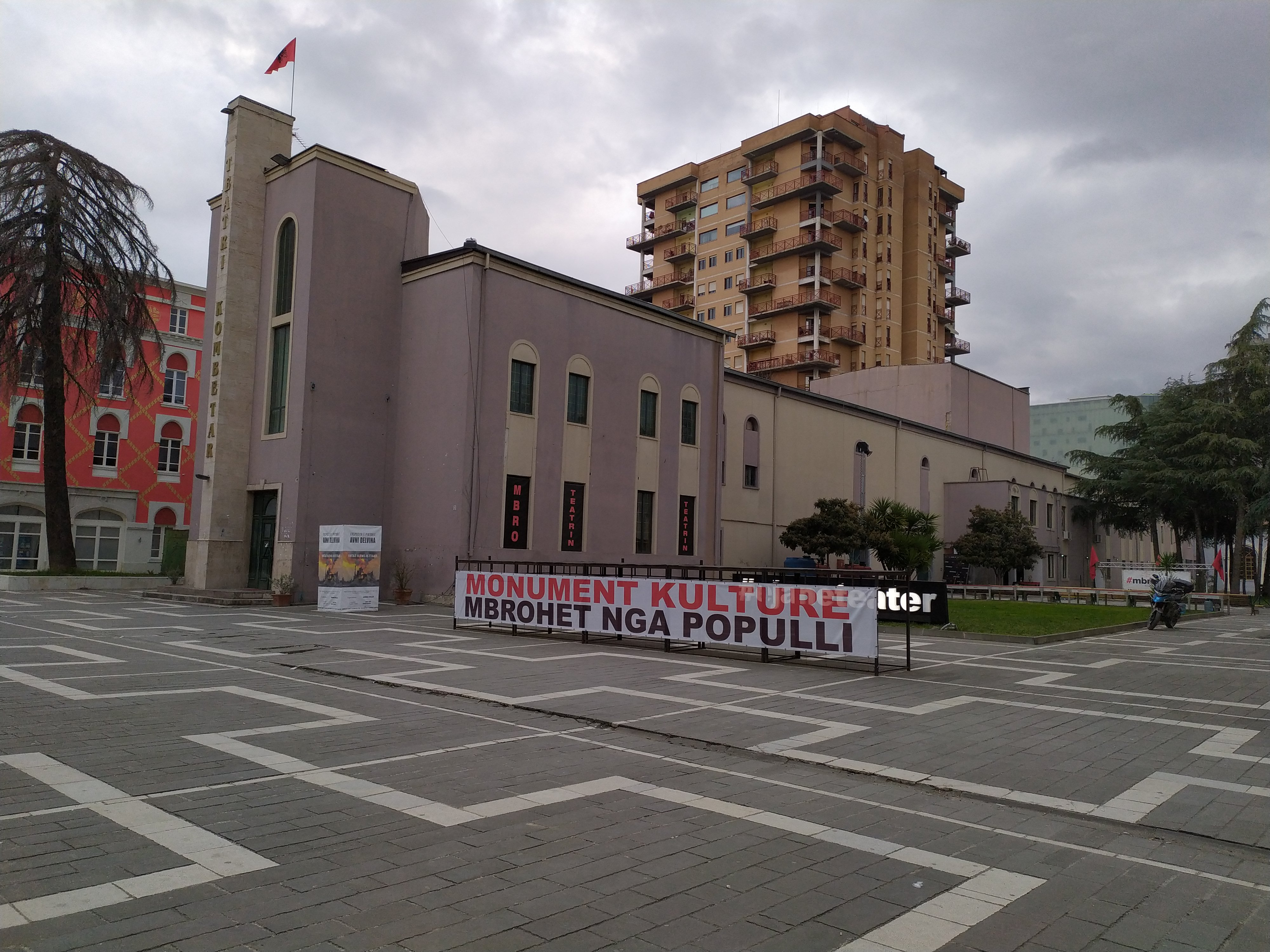

### Contexte
La première pièce de théâtre en Albanie a été organisée à Gjirokastër en 1874. Le premier "théâtre" en tant que bâtiment était la Salla e Kolegjit Severian qui comprenait 450 places, construite à Shkodër en 1890 par des Jesuits.
Le complexe du Théâtre national et Expérimental était un artefact historique qui a témoigné de beaucoup d'évènements en lien avec le développement du théâtre albanais, et qui a aussi servi de scène pour des évènements artistiques, académiques et politiques après la Seconde Guerre mondiale.
Le complexe présentait diverses couches historiques qui attestaient de différents styles et approches architecturales et d'ingénierie de différentes époques. Il est la trace d'une étape importante dans l'histoire de l'urbanisme et de l'architecture moderne, particulièrement après la longue période ottomane qui n'avais développée pas de tel concept d'urbanisme.
Le bâtiment du Théâtre national était d'abord nommé Cicolo Scanderbeg, un cercle italo-albanais. Jusqu'à sa démolition, il était la première construction du pays qui avait préservé sa fonction culturelle. Les matériaux et les techniques utilisés dans sa construction étaient considérées comme innovantes par l'Italie et plus généralement par l'Europe.
Par exemple, le populit était un tout nouveau matériau composé de fibres de bois minéralisées avec du béton de haute résistance, il était aussi un isolant thermique et acoustique. Les techniques appliquées dans la construction du bâtiment n'étaient pas seulement utilisées en Albanie, mais aussi dans l'Italie et dans toute l'Europe.

### Évolution
Après son ouverture, le Théâtre "Savoy", connu dans les années 1940 comme Théâtre du Kosovo et après la Seconde Guerre mondiale comme le "National" puis comme le "Théâtre national", est devenu le centre des institutions culturelles de l'Albanie d'après guerre. Compte tenu de ces faits, le complexe architectural faisait entièrement partie de l'identité culturelle et nationale du pays.
Les interventions entre 1950 et 1954 ont prouvé l'engagement d'architectes les plus renommés du pays post-Seconde Guerre mondiale, tels que A. Lufi, S. Pashallari, entre autres. Aussi, la présence de groupes d'architectes soviétiques comme D. Vasiliev montre l'impact du néoclassicisme soviétique sur l'augmentation du volume des cours intérieures, qui sont restées en bon état jusqu'à la destruction du bâtiment.
Les ingénieurs et architectes engagés dans d'autres projets (après 1945) et les solutions qu'ils appliquent démontrent non seulement leur souci d'harmonisation des différentes structures, mais dans le même temps ces interventions nous montrent aujourd'hui les changements politiques du pays en appliquant des techniques et des matériaux différents de ceux de la période d'autarcie.
Le complexe a constitué un tournant car il s’agit du premier objet rationaliste après une période de construction néo-classique. C'est aussi l'un des premiers en Albanie. L'installation a été réalisée pour la première fois avec des éléments préfabriqués et des matériaux innovants pour l'époque. Le complexe culturel et sportif est également le premier équipement d'une piscine toujours existante dans l'atrium. Les érudits le classent comme un bâtiment rationaliste avec des influences futuristes, tels que les peintres Sant'Elia et De Chirico.
Il fut plus tard appelé Théâtre du Kosovo (en albanais : Kinema Teater Kosova). L'inauguration et la dénomination du Théâtre Professionnel de l'État (en albanais : Teatër Profesionist i Shtetit) a eu lieu le 24 mai 1945. Plus tard, le théâtre fut appelé Théâtre Populaire (en albanais : Teatri Popullor). Il a conservé ce nom jusqu'en juin 1991, date à laquelle il s'est appelé "Théâtre National".

### Manifestation et démolition

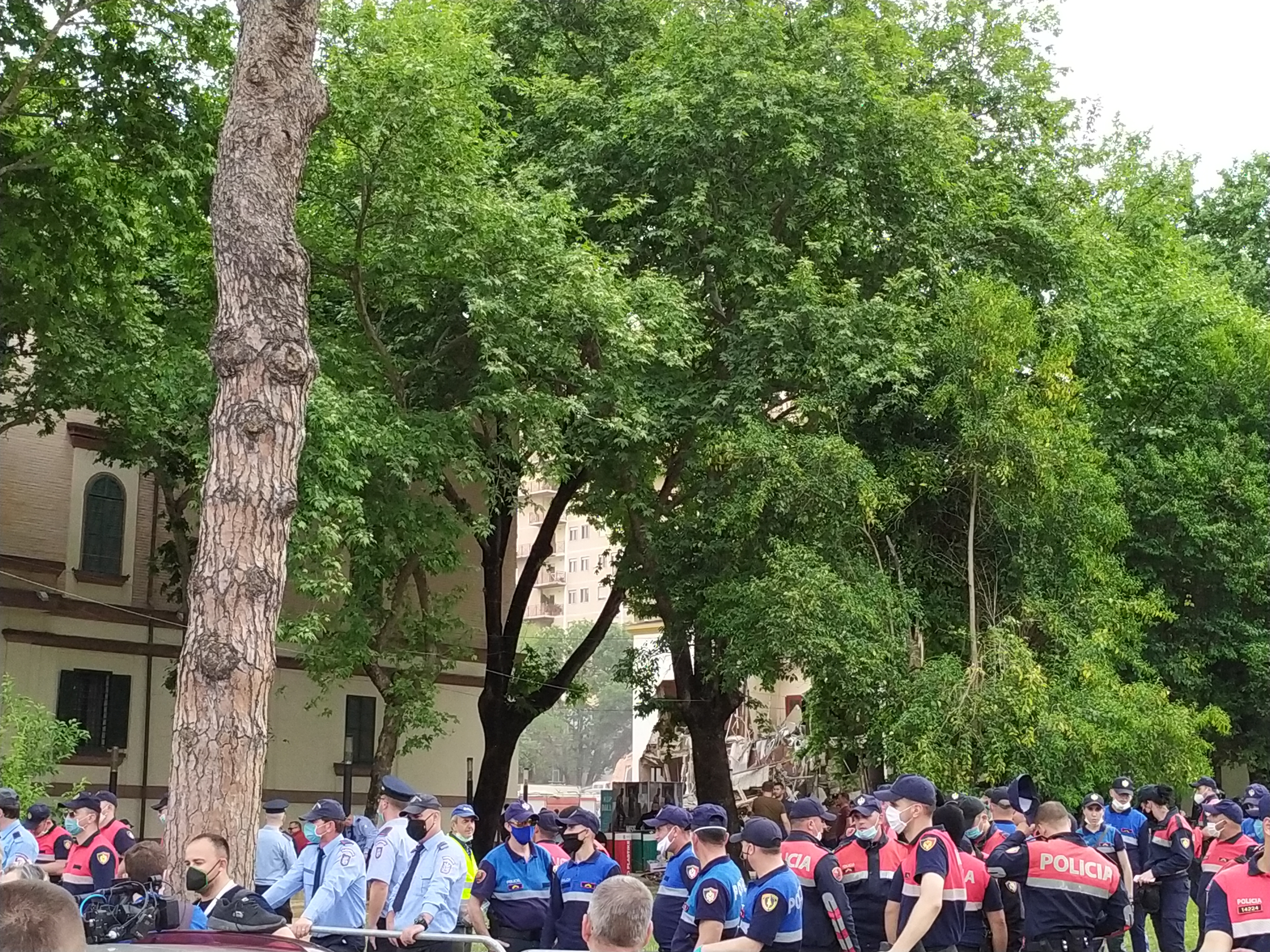
La démolition du bâtiment du Théâtre national albanais en 2020

En 2018, le gouvernement albanais, dirigé par le Premier ministre Edi Rama, décide de démolir et de remplacer le théâtre par un nouveau bâtiment conçu par le cabinet d'architecture Bjarke Ingels. Le Théâtre National est alors transféré dans un lieu moderne et temporaire nommé ArTurbina, situé dans la rue Sami Frasheri à Tirana.
Les projets des autorités de construction d'un nouveau bâtiment pour le Théâtre National ont été critiqués par des artistes, des professionnels et des citoyens, ce qui a conduit à des protestations  mais aussi à la déclaration du bâtiment historique comme l'un des sept sites patrimoniaux les plus menacés d'Europe par Europa Nostra.
Le 24 juillet 2019, la police tente de prendre contrôle de l'édifice alors que la société civile (artistes, comédiens, public) s'était mobilisée pour empêcher l'intervention. Ces derniers occupent le bâtiment jusqu'à sa démolition, constituant ainsi une des plus longues actions de l'histoire du pays.
Le Théâtre national est considéré comme l'un des monuments les plus importants de la période d'autarcie en Albanie au début du XXe siècle,,,.
Malgré les protestations constantes des artistes albanais et de l'opposition politique, la démolition du Théâtre National d'Albanie a commencé vers 4h30 du matin le 17 mai 2020. La zone a été envahie par la police d'État qui a évacué de force toutes les personnes qui protestaient dans la zone et a arrêté de nombreux artistes et hauts membres de l'opposition albanaise. Peu après le début de la démolition, les gens ont commencé à se rassembler sur le boulevard principal, juste devant le Ministère de l'Intérieur, pour protester contre la démolition. Cette manifestation a conduit à de nombreuses autres arrestations en raison de l'interdiction des rassemblements et des manifestations conformément aux restrictions du gouvernement liées à la pandémie de Covid-19.

## Théâtres en Albanie
L'Albanie possède d'autres théâtres à Vlora, Durres, Shkoder, Fier, Gjirokastër, Berat et Korce.

### Théâtre expérimental national Kujtim Spahivogli d'Albanie(enalbanais:Teatri Kombetar Eksperimental “Kujtim Spahivogli”)
Situées à Tirana, à côté du Théâtre national, ces salles sont principalement utilisées par de jeunes artistes organisants des représentations à succès tout au long de l'année.

### Théâtre pour enfants(enalbanais:Teatri i Kukullave)
Le théâtre est situé au centre de Tirana. Le nom albanais signifie littéralement "le théâtre de marionnettes". Le bâtiment servait de parlement albanais avant la Seconde Guerre mondiale.
Un autre théâtre professionnel pour enfants se trouve à Korçë, c'est le théâtre A. Z. Çajupi.